# هوآوما
هوآوما (به اسپانیایی: Huañuma) یک کوه در پرو است که در منطقه موکگوا واقع شده‌است. هوآوما ۵٬۲۰۰ متر بالاتر از سطح دریا واقع شده‌است.